# Feorlig
Feorlig (Schots-Gaelisch: Feòirlig) is een dorp op de noordwestelijke oever van Loch Caroy in de buurt van Dunvegan op het eiland Skye in de Schotse lieutenancy Ross and Cromarty in het raadsgebied Highland.